# Kastanienbaum LU
| LU ist das Kürzel für den Kanton Luzern in der Schweiz. Es wird verwendet, um Verwechslungen mit anderen Einträgen des Namens Kastanienbaum zu vermeiden. |

Luftbild (1948)

Kastanienbaum (im Luzerner Dialekt: Chéschtenebaum), von mittelhochdeutsch chestene(e) (Edelkastanie), ist eine Ortschaft in der Gemeinde Horw im Kanton Luzern, Schweiz. Sie liegt auf einer Halbinsel direkt am Vierwaldstättersee. In Kastanienbaum gibt es gehobene Villensiedlungen.
Internationale Bekanntheit hat Kastanienbaum durch das Forschungszentrum für Limnologie der Eawag (Eidgenössische Anstalt für Wasserversorgung, Abwasserreinigung und Gewässerschutz) erlangt. Dieser multidisziplinäre Aussenbetrieb des ETH-Annexinstituts Eawag befasst sich mit der Ökologie von Oberflächengewässern. Die Lage direkt am See ergibt ein Freiluftlabor, das mit einer eigenen Flotte von Forschungsbooten erkundet und beprobt wird.
In der Schweiz ist Kastanienbaum auch als früherer Standort der Schweizer Journalistenschule MAZ bekannt. Ausserdem hat das International Hotel Management Institute Switzerland dort seinen Sitz.
Kastanienbaum ist eine Station der Schifffahrtsgesellschaft des Vierwaldstättersees auf der von Frühling bis Herbst befahrenen Linie Luzern-Alpnachstad.

## Persönlichkeiten
- Anne Jud (1953–2016), Kostümbildnerin und Installationskünstlerin
- Rafael Kubelík (* 1914 - † 1996) tschechisch-schweizerischer Dirigent und Komponist
- DJ Bobo (* 1968), Sänger, Tänzer, Komponist und Musikproduzent, lebt mit seiner Frau Nancy Baumann in Kastanienbaum